# 简·亚历山大
简·亚历山大（英語：Jane Alexander，1939年10月28日—），美国女演员。她获得了两项黄金时段艾美奖、一项托尼奖、四项奥斯卡奖和三项金球奖提名。 从1993年到1997年，亚历山大担任美国国家艺术基金会主席。

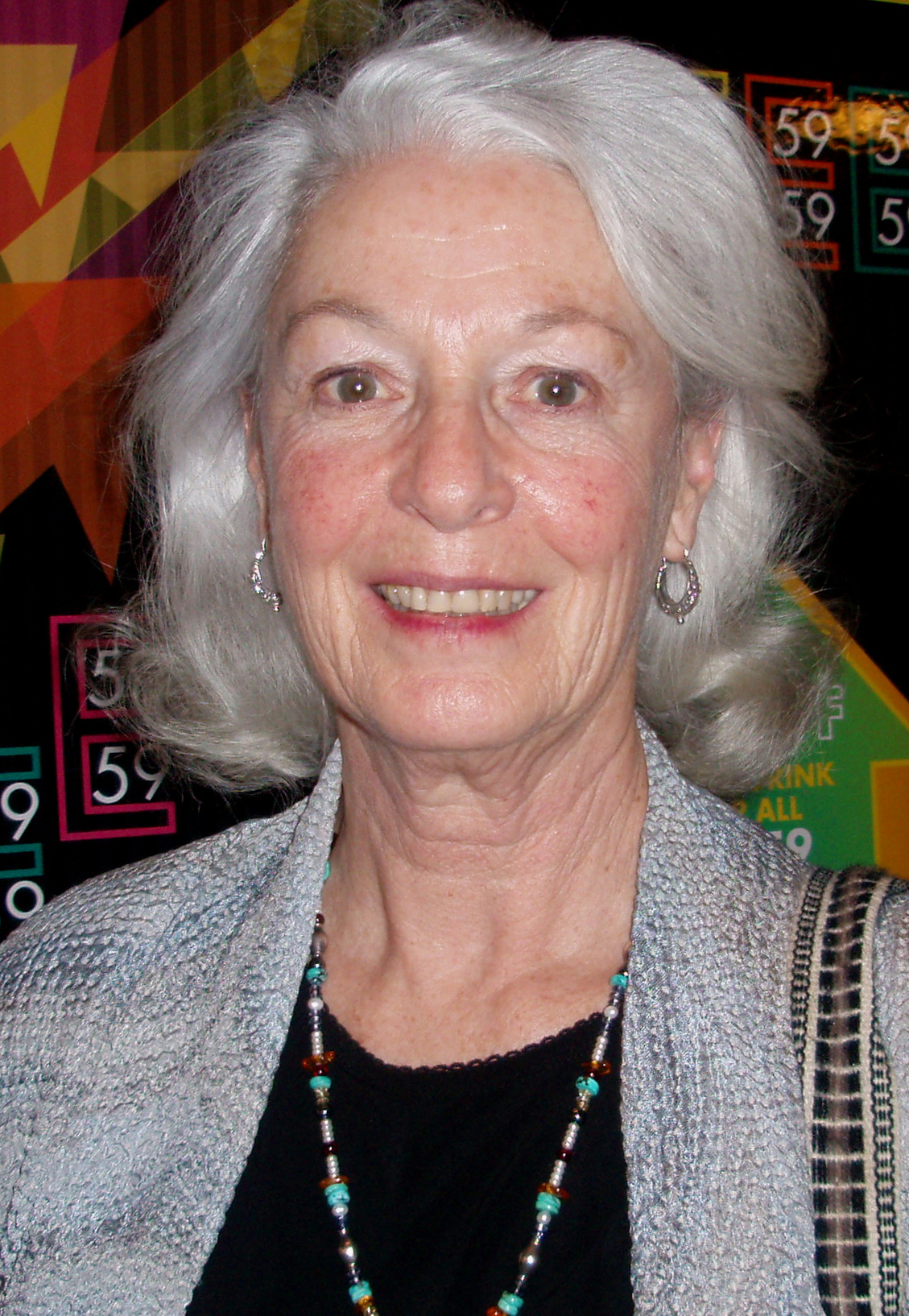